# Битка при Карпениси
Битката при Карпениси (на гръцки: Μάχη του Κεφαλόβρυσου, Μάχη του Καρπενησίου) или Битката при Кърпеница се провежда близо до град Карпениси (в Евритания, централна Гърция) в нощта на 8 август 1823 между гръцките сулиоти и османските войски. Гърците са водени от Марко Бочар.

## Битка
Бочар с 450 сулиоти напада турския лагер. Турците, свръхуверени, че няма да ги нападнат, не вземат подходящи защитни мерки. Атакувани са докато спят и много от тях са избити от сулиотите. Сулиотите мислят, че са спечелили голяма победа, когато Бочар е застрелян в главата по време на разузнаване на турските позиции и умира мигновено. Сулиотите напускат, когато виждат тялото на лидера си и го отнасят. Турската армия губи 100 души, а гръцката под 10.